# Jim Wright
James Claude Wright Jr. (22. prosince 1922 Fort Worth – 6. května 2015 Fort Worth) byl americký politik, který byl v letech 1987–1989 48. předsedou Sněmovny reprezentantů Spojených států amerických. V letech 1955–1989 zastupoval jako demokrat 12. kongresový obvod Texasu.
Wright se narodil ve Fort Worthu v Texasu a do texaské Sněmovny reprezentantů byl zvolen poté, co za druhé světové války sloužil v letectvu Spojených států. Do Kongresu byl zvolen v roce 1954 a zastupoval obvod, který zahrnoval i jeho rodné město Fort Worth. Wright se odlišoval od mnoha svých kolegů z jižanských kongresmanů tím, že odmítl podepsat Manifest Jihu z roku 1956. Hlasoval pro zákon o volebních právech z roku 1965 a pro zákony o občanských právech z let 1960 a 1968, ačkoli hlasoval proti zákonům o občanských právech z let 1957 a 1964 a proti 24. dodatku Ústavy USA. Stal se také starším členem sněmovního výboru pro veřejné práce.
V roce 1976 Wright těsně zvítězil ve volbách do funkce vůdce sněmovní většiny. V srpnu 1983 Wright hlasoval pro návrh zákona, kterým byl Den Martina Luthera Kinga mladšího vyhlášen federálním svátkem. Po odchodu Tipa O'Neilla do důchodu v roce 1987 se stal předsedou Sněmovny reprezentantů. V březnu 1988 vedl Wright jako předseda Sněmovny reprezentantů demokratickou frakci, která přehlasovala veto prezidenta Reagana k zákonu o obnovení občanských práv z roku 1987. Wright odstoupil z Kongresu v červnu 1989 v souvislosti s vyšetřováním etického výboru Sněmovny reprezentantů ohledně odměn, které pobíral on a jeho manželka. Po odchodu z Kongresu se Wright stal profesorem na Texaské křesťanské univerzitě. Zemřel v roce 2015 ve Fort Worthu.